# لانهاران
لانهاران (به انگلیسی: Llanharan) یک منطقهٔ مسکونی در بریتانیا است که در روندا کنون تاو واقع شده‌است. لانهاران ۳٬۴۶۵ نفر جمعیت دارد.